# Lou Handley
Louis de Breda Handley, nato Luigi de Breda, detto Lou (Roma, 14 febbraio 1874 – New York, 28 dicembre 1956), è stato un pallanuotista e nuotatore italiano naturalizzato statunitense.

## Biografia
Nacque poco dopo l'unità d'Italia, dallo scultore statunitense Francis Montague Handley (che risiedeva e lavorava presso la Santa Sede) e dalla sua moglie italiana. Venne battezzato col nome di Luigi ed il cognome "de Breda" (quello della madre) e registrato all'anagrafe come tale.
Nel 1896 si trasferì a New York dove, appena arrivato, decise di modificare il suo nome, aggiungendo il cognome del padre ed inglesizzando il suo nome di battesimo. Qui cominciò a lavorare in una piccola società di importazioni e, nel tempo libero, a dedicarsi alle sue due passioni: la caccia e, soprattutto, il nuoto. Fu uno degli atleti cui si deve l'evoluzione della tecnica crawl nello stile libero e fu anche un buon giocatore di pallanuoto (come tale creò uno stile di tiro chiamato "salto del salmone").
Nel 1904 partecipò alle olimpiadi di St. Louis nell'ambito delle quali vinse la medaglia d'oro nella gara di staffetta 4x50 iarde stile libero; gareggiò anche nella finale del miglio, ma senza concludere la gara. Nella stessa edizione dei giochi partecipò anche al torneo di pallanuoto come membro del New York Athletic Club, squadra che poi si assicurò l'oro, che però - a causa di numerose irregolarità nell'organizzazione del torneo - non viene riconosciuta.
Diventato tecnico fondò la sezione femminile di nuoto del suo circolo e, fra le altre, allenò Ethelda Bleibtrey e Gertrude Ederle, conducendo la prima alla vittoria di tre medaglie ai giochi di Anversa e la seconda a diventare la prima donna ad aver traversato la Manica nel 1926.
De Breda fu anche il compilatore della voce "Nuoto" dell'Enciclopedia Britannica.
Per molti anni fu considerato da molti addetti ai lavori e storici dello sport come l'unico atleta italiano ad aver partecipato alle Olimpiadi di Saint Louis 1904, finché nel 2008 si scoprì la partecipazione del ciclsta italiano Frank Bizzoni nel ciclismo.

## Palmarès

### Pallanuoto
- Oro ai Giochi olimpici di Saint Louis 1904

### Nuoto
- Oro ai Giochi olimpici di Saint Louis 1904 nella staffetta 4x50 iarde stile libero